# Hemmenroth
Koordinaten: 51° 13′ 3″ N, 9° 1′ 14″ O
Hemmenroth (auch Hemmenrode und Hemmerode) ist eine Wüstung im Südosten der Gemarkung von Sachsenhausen, einem Stadtteil von Waldeck im nordhessischen Landkreis Waldeck-Frankenberg.

## Lage
Die ehemalige Siedlung befindet sich am Südfuß des Großen Dörnbergs (372 m ü. NHN) auf 270 m Höhe über NHN unweit nördlich des Dorfs Nieder-Werbe zwischen dem Reiherbach und dem Klingebach, etwas nördlich der Mündung des Klingebachs in den Reiherbach. Die Landesstraße L 3200 von Nieder-Werbe nach Sachsenhausen verläuft nur wenige Meter westlich der Wüstung, an die heute nur noch der Flurname „Hemmenroth“ erinnert.

## Geschichte
Der Ort wurde im Jahre 1226 urkundlich erwähnt, als die gräflichen Brüder Volkwin (IV.) und Adolph von Schwalenberg dem Benediktinerinnen-Kloster Werbe dort ihre sämtlichen Güter, reichend vom Reiherbach bis zum Klingebach, für vier Kölnische Mark verkauften und dem Kloster die Viehweide in der Klinge, in Sachsenhausen, in Nieder-Werbe und in Hildemarinchusen gestatteten. Ebenso erhielt das Kloster dort den Zehnt von den Äckern.
1231 bestätigte Papst Gregor IX. dem Kloster Werbe seinen Besitz in Hemmenrode. Wann die Siedlung verlassen wurde, ist nicht bekannt.